# Pingelshagen
Pingelshagen är en kommun i Landkreis Nordwestmecklenburg i förbundslandet Mecklenburg-Vorpommern i Tyskland.
Kommunen ingår i kommunalförbundet Amt Lützow-Lübstorf tillsammans med kommunerna Alt Meteln, Brüsewitz, Cramonshagen, Dalberg-Wendelstorf, Gottesgabe, Grambow, Klein Trebbow, Lübstorf, Lützow, Perlin, Pokrent, Schildetal, Seehof och Zickhusen.